# Shuanghuan Noble
Die Pkw-Modelle Red Star Noble, Shuanghuan Bubble und Shuanghuan Noble sind Produkte der chinesischen Red Star Auto Manufacturing Company. Hergestellt werden diese Kleinwagen seit 2002 in der chinesischen Stadt Shijiazhuang in der Hebei-Provinz. 
Mit dem Aufkauf des neuen Werks brachte Shuanghuan den Noble auf den Markt, der sich stilistisch sehr an das deutsche Smart City-Coupé anlehnt. Vor allem in der städtischen Mittelschicht sollten diese Kleinwagen rasch an Beliebtheit gewinnen. 2004 adaptierte nun auch das neue Mutterunternehmen Shuanghuan das Modell unter eigenem Markennamen in die Modellpalette. Hier stand das Fahrzeug in der Billigversion namens Bubble und in der Pop-Up-Version Noble zur Wahl. Diese waren allerdings nur für den Export bestimmt und wurden nur auf asiatischen Märkten vertrieben. Seit 2006 laufen beide Modelle auch bei der italienischen Martin Motors vom Band. Die Höchstgeschwindigkeit liegt bei 140 km/h.
Die als Plagiat geltenden Fahrzeuge haben wegen ihres Designs für gerichtliche und diplomatische Auseinandersetzungen gesorgt. Vor allem in der Presse war diese Ansicht weit verbreitet, sodass Mercedes-Benz mit Unterstützung der Bundesregierung versuchte, die weitere Produktion dieser Fahrzeuge zu verhindern, und in der Volksrepublik China gerichtlich klagte, nach knapp einem Jahr jedoch unterlag. Der Richter war der Auffassung, dass es eine Ehre für den Urheber sei, wenn jemand Produkte kopiere. Den ersten juristischen Sieg verbuchte Mercedes-Benz in Deutschland, als die Firma zusammen mit BMW ein gerichtliches Ausstellungsverbot für den Bubble, den Noble und auch den CEO erwirkte. Allerdings verstieß der deutsche Importeur China Automobile Deutschland GmbH gegen dieses Verbot, indem er den italienischen SUV Martin Motors CEO auf der IAA 2007 ausstellte. Von der Idee, die Kleinwagen in Deutschland anzubieten, kam der Importeur wegen der andauernden Kontroversen in der Presse ab. Ebenfalls in Griechenland verbuchte Mercedes-Benz einen Sieg, indem der weitere Import der Modelle Bubble und Noble gerichtlich verboten wurde. 
Ausgestattet werden die Noble-Modelle mit Ottomotoren von 1 und 1,1 Litern, die der Euro-II-Abgasnorm entsprechen. ABS und EBD gehören zur Standardausstattung. Die Lackierung erfolgt stets in zwei Tönen; zusätzlich kann der Käufer ab Werk passende Vinyls für das Fahrzeug aussuchen. Das Dach ist nur in schwarzer Metallic-Lackierung erhältlich.
Seit 2010 wird der Noble auch in den USA von der Ruff & Tuff Electric Vehicles montiert und dort über das neu gegründete Unternehmen Wheego Electric Cars, Inc.  in Atlanta, eine Tochtergesellschaft von Li-ion Motors, als Elektrofahrzeug unter dem Namen Wheego Whip LiFe vertrieben. Premiere hatte diese Modellversion auf der Washington Auto Show.

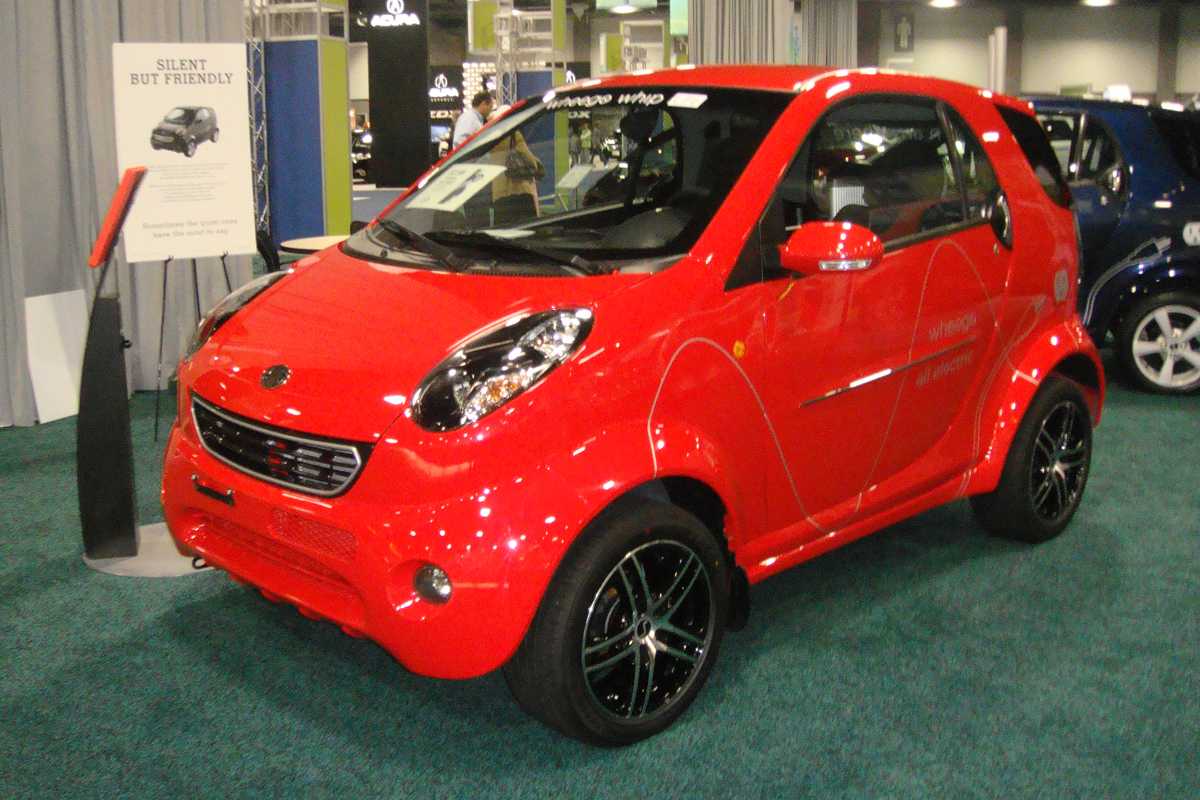
Frontansicht des Wheego Whip
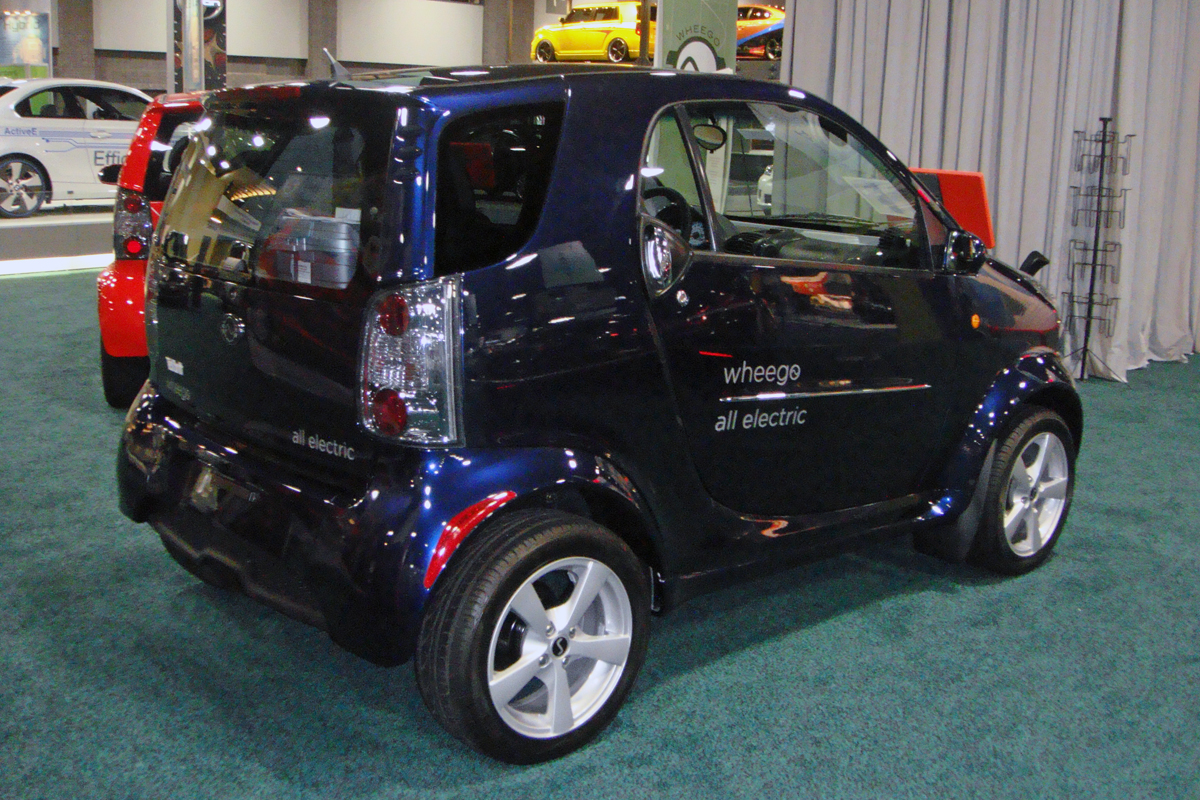
Heckansicht des Wheego Whip
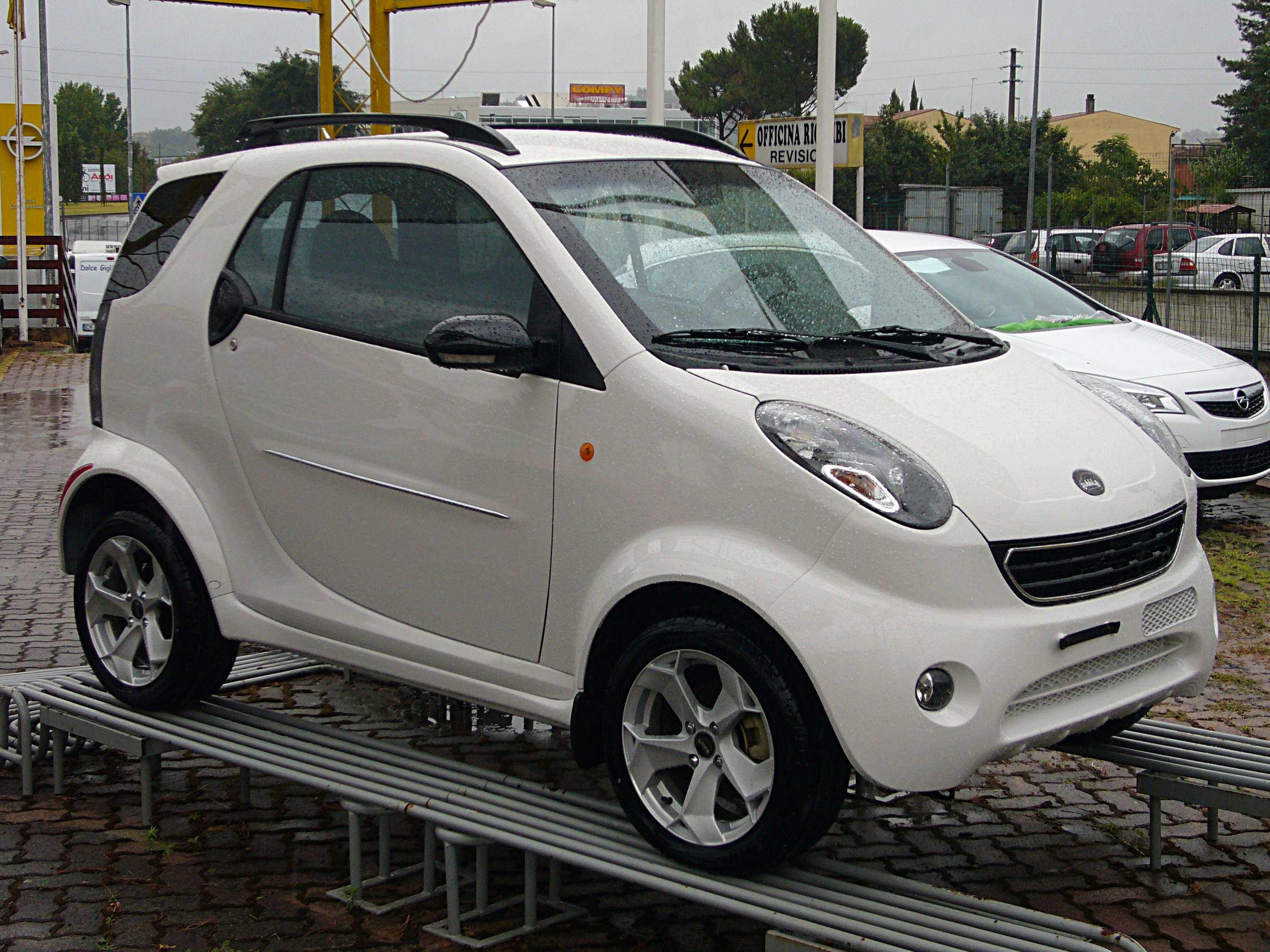
Der Noble wird in Italien als Martin Motors Bubble vermarktet.
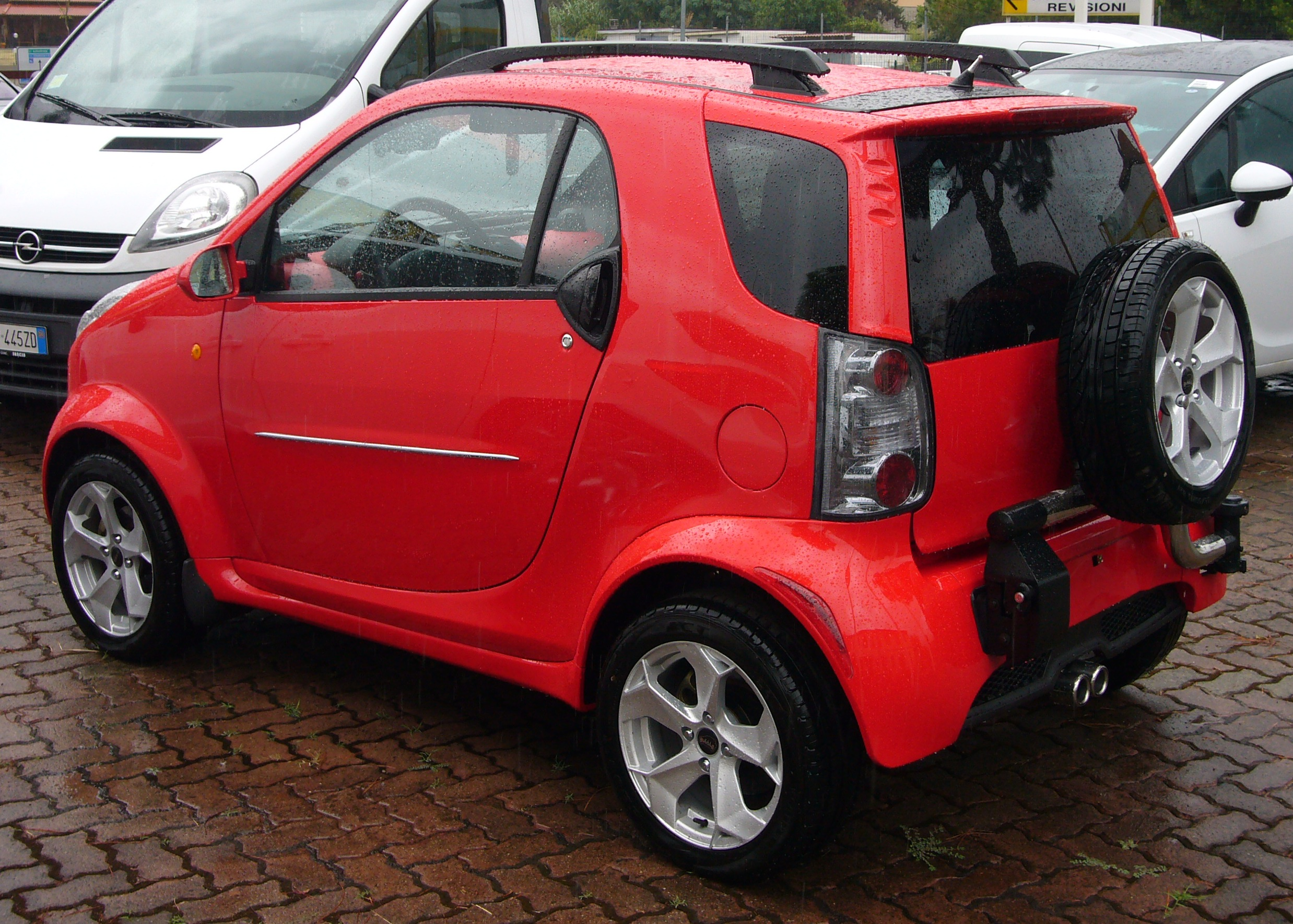
Das europäische Modell aus dem Hause Martin Motors hat das Ersatzrad auf dem Kofferraum.

## Technische Daten
| Modell                          | 1.0    | 1.1    |
| Zylinderzahl                    |        |        |
| Hubraum (cm³)                   | 1000   | 1100   |
| Max. Leistung (kW/PS)           | 41/56  | 50/68  |
| Max. Drehmoment (Nm)            |        |        |
| Höchstgeschwindigkeit (km/h)    | 125    | 140    |
| Getriebe (Serienmäßig)          |        |        |
| Beschleunigung (0–100 km/h)     |        |        |
| Verbrauch kombiniert (l/100 km) |        |        |
| Kohlenstoffdioxid-Emissionen    | - g/km | - g/km |
| Tankinhalt                      | 38     | 38     |